# Swetlowo (Kaliningrad)
Swetlowo (russisch Светлово) ist ein kleiner Wohnplatz in der russischen Oblast Kaliningrad im Rajon Selenogradsk und gehört als ländliche Siedlung zum Stadtkreis Selenogradsk.

## Geografische Lage
Swetlowo liegt 28 Kilometer nordwestlich der Stadt Kaliningrad (Königsberg) und fünf Kilometer südöstlich von Swetlogorsk (Rauschen) im Westen einer unwegsamen Nebenstraße, die von Salskoje (Sankt Lorenz) nach Kalinowo (Tolklauken) führt. Eine Bahnanbindung besteht nicht.

## Geschichte
Swetlowo war vor 1945 ein Wohnplatz, der als zu Sankt Lorenz (heute russisch: Salskoje) zugehörig bezeichnet wurde. Im Jahr 1950 bekam er seinen jetzigen russischen Namen. Gleichzeitig wurde der Ort in den Dorfsowjet Romanowski selski Sowet im Rajon Primorsk eingeordnet. Von 2005 bis 2015 gehörte Swetlowo zur Landgemeinde Kowrowskoje selskoje posselenije und seither zum Stadtkreis Selenogradsk.